# Сундук (Плоский мир)
Сундук (англ. The Luggage) — персонаж книг серии «Плоский мир» Терри Пратчетта. Это большой, кованный железом сундук, сделанный из древесины груши разумной (англ. Sapient pearwood) (магическое разумное растение, практически исчезнувшее с лица Плоского мира, невосприимчивое к магии; растёт лишь в нескольких местах вне Агатовой Империи). При необходимости может передвигаться на сотнях своих маленьких ножек.
Он является как сундуком, так и телохранителем своего хозяина, против которого лучше не совершать никаких угрожающих действий. Сундук свирепо охраняет своего хозяина и обладает смертоносным характером, во всех книгах убивая или поедая нескольких людей или монстров (сюда же стоит включить и выволакивание акул на берег и прыганье по ним). Его рот, который часто видят те, кого он собирается поглотить, обладает «множеством больших квадратных белых, точно явор, зубов и языком из красного дерева». Внутреннее содержание Сундука не страдает от его внешних изменений, и тому существуют доказательства: даже если он только что поглотил очередного монстра, в следующий раз, когда он откроется, владелец обнаружит лишь своё белье, чисто выстиранное и выглаженное. Хотя у него есть замочная скважина, его невозможно открыть, если он находится в замкнутом расположении духа.
Одной из черт Сундука является его способность следовать за своим хозяином повсюду, включая и места вроде Октаво, за край Диска и Владения Смерти. Как и любой багаж, он постоянно теряется, и ему приходится выслеживать своего хозяина.
Впервые Сундук появляется в книге «Цвет волшебства» и принадлежит туристу Двацветку. В «Безумной звезде», когда Двацветок решает вернуться домой, он отдаёт его Ринсвинду, и тот следует за волшебником в остальных книгах. Двацветок говорит, что купил его в лавке, попросив «сундук для путешествий» — и, в общем-то, это он и получил, ведь «сундук для путешествий» и «путешествующий сундук» по-английски звучат одинаково. Когда Ринсвинд, наконец, оказывается на Противовесном континенте, родине Двацветка, он встречает множество подобных сундуков, путешествующих со своими хозяевами. В той же книге «Интересные времена» Сундук обзаводится женой и детьми.
Сундук не является мимиком (монстр, имитирующий внешность сундука), так как он не имитатор, а таков от природы.

## Происхождение персонажа
В начале «Посоха и шляпы» Пратчетт пишет, что идея Сундука пришла к нему, когда он увидел американскую туристку, тащившую за собой клетчатый чемодан на дюжине колесиков, который двигался так, будто обладал собственной жизнью. Однако, в «Искусстве Плоского Мира», он также утверждал, что Сундук появился на основе существа из ролевой игры «Dungeons & Dragons», модификацию которой он проектировал. Пратчетт наделил Сундук свойством неожиданно исчезать со всеми вещами, и возвращаться пустым. Это существо с точностью выполняло только то, что ему было приказано.
Появляется в следующих книгах (в хронологическом порядке):
- «Цвет волшебства»
- «Безумная звезда»
- «Посох и шляпа»
- «Эрик»
- «Интересные времена»
- «Последний континент»
- «Последний герой»
- «Незримые академики»